# Jason Connery
Jason Joseph Connery (Londen, 11 januari 1963) is een Brits acteur. Hij is de zoon van Sean Connery en Diane Cilento. Hij speelde onder andere de titelrol in het derde seizoen van de serie Robin of Sherwood en een bijrol in de film Shanghai Noon. Hij heeft in totaal meer dan dertig films op zijn naam staan.
Jason is niet enkel actief als acteur, hij is ook schrijver, producer en regisseur.
Hij heeft één zoon.

## Carriere
Connery speelde vele theaterrollen en speelde vervolgens rollen in verschillende B-films. Zijn filmdebuut was in The Lords of Discipline (1983). Hij verscheen in de Doctor Who-serie Vengeance on Varos in 1985. Hij speelde ook Robin Hood in de laatste serie van de televisieserie Robin of Sherwood in 1986. Later portretteerde hij James Bond-maker Ian Fleming in het televisiedrama Spymaker: The Secret Life of Ian Fleming uit 1990. In 1997 verscheen hij in een fantasiefilm (oorspronkelijk bedoeld als pilot-aflevering voor een langere serie) en speelde hij de titelrol van Merlin in Merlin: The Quest Begins, geregisseerd door David Winning. Hij verscheen in Faithful Dealing (2001) in Londen, een Engelse Restoration Whodunit, geproduceerd door Dominic Madden. In 2003 toerde hij met een toneelproductie van The Blue Room. In 2004 was hij een hoofdpersoon in de kindershow Shoebox Zoo en keerde in september 2005 terug in de tweede serie. Connery had hoofdrollen in verschillende horrorfilms, waaronder Lightspeed (2006), Night Skies (2007) en Brotherhood of Blood (2007). In 2014 nam hij deel aan BBC One's Celebrity MasterChef en was hij te zien in de sitcom George Lopez (2002)

## Regie
In 2008 maakte hij zijn regiedebuut met de film Pandemic en in 2009 regisseerde hij The Devil's Tomb. Connery regisseerde de film 51, "After Dark Originals" uit 2011, en The Philly Kid (2012) voor de serie "After Dark Action". In 2016 regisseerde Connery Tommy's Honour, een film die de levens viert van golfpioniers Old Tom Morris en Young Tom Morris. De film opende het Edinburgh International Film Festival 2016 op 15 juni 2016 en won de beste speelfilm tijdens de British Academy Scotland Awards 2016.

## Privéleven
Connery ontmoette de Amerikaanse actrice Mia Sara tijdens het maken van Bullet to Beijing in Rusland. Ze trouwden in 1996 en hun zoon werd geboren in 1997. Het echtpaar scheidde in 2002. In april 2021 trouwde hij met Fiona Ufton, zijn vriendin die hij al vijf jaar kende.
- Bibsys: 98041691
- Biblioteca Nacional de España: XX1602520
- Bibliothèque nationale de France: cb14067127z (data)
- Gemeinsame Normdatei: 14064170X
- International Standard Name Identifier: 0000 0003 6087 1302
- Library of Congress Control Number: nr99027203
- Nederlandse Thesaurus van Auteursnamen: 235237043
- Système universitaire de documentation: 171241126
- Virtual International Authority File: 306420276